# Андреев, Павел Русланович
 Павел Русланович Андреев  (род. 5 апреля 1967, Ленинград, СССР) — предприниматель, совладелец компаний «ЛЭК», переименованной в «Л1-Строительная компания № 1» (жилищное строительство), руководитель Компании Л1.

## Биография
Павел Андреев родился 5 апреля 1967 года, в Ленинграде в семье студентов-инженеров.
В 1984 году окончил спорт-класс по специализации водное поло школы № 222 (Петришуле). В период с 1986 по 1988 годах проходил службу в рядах Советской Армии.
Образование высшее. В 1992 году окончил Ленинградский Политехнический институт по специальности «Робототехника».
По окончании института в 1992 году Павел Андреев пришел в компанию «ЛЭК», которая на тот момент занималась научно-производственной деятельностью, и учредил совместно с Рогачёвым А. В. компанию «ЛЭК-Истейт», основным направлением которой стала недвижимость. С момента учреждения стал ее руководителем (генеральным директором). За несколько лет под его руководством компания вышла на лидирующие позиции строительного рынка Санкт-Петербурга. Так, в 1997 году ЛЭК стал эксклюзивным оператором на территории города «Федеральной программы по переселению жителей из районов Крайнего Севера и приравненных к ним местностей».
В 2001 году Павел Андреев первым в России придумал и реализовал революционный проект по строительству квартир-студий под собственным брендом «Риал» (Квартира по цене комнаты).
После кризиса 2008 года в компании произошел раздел бизнеса и с этого времени Павел Андреев единолично контролирует «ЛЭК» (с 2011 года — «Л1 — Строительная компания № 1»). Компания Л1 на сегодняшний день является одной из крупнейших на рынке строящейся жилой недвижимости.
Павел Андреев один из наиболее успешных предпринимателей Санкт-Петербурга. В 2011 году по версии газеты «Деловой Петербург» вошел в число лучших топ-менеджеров Санкт-Петербурга. В 2012 году стал победителем рейтинга открытости топ-менеджеров Санкт-Петербурга и Ленинградской области).

## Личная жизнь
Холост (разведён), две дочери.
Хобби и интересы: Автомобили. Любит путешествовать. Болеет за "Зенит".